# Leptogaster hermelina
Leptogaster hermelina är en tvåvingeart som beskrevs av Emile Janssens 1954. Leptogaster hermelina ingår i släktet Leptogaster och familjen rovflugor.
Artens utbredningsområde är Kongo. Inga underarter finns listade i Catalogue of Life.